# 부산광역시의 중학교 목록
다음 목록은 부산광역시에 있는 중학교 목록이다.

## 가
가락중학교 · 
가람중학교 · 
가야여자중학교 · 
감만중학교 · 
감천중학교 · 
개금여자중학교 · 
개림중학교 · 
거성중학교 · 
거제여자중학교 · 
건국중학교 · 
경남여자중학교 · 
경남중학교 · 
경일중학교 · 
광무여자중학교 · 
광안중학교 · 
구남중학교 · 
구서여자중학교 · 
구포중학교 · 
금곡중학교 · 
금명중학교 · 
금사중학교 · 
금양중학교 · 
금정중학교 · 
기장중학교

## 나
낙동중학교 · 
남도여자중학교 · 
남산중학교 · 
남일중학교 · 
남천중학교 · 
녹산중학교

## 다
다대중학교 · 
다선중학교 · 
다송중학교 · 
당리중학교 · 
대동중학교 · 
대신여자중학교 · 
대연중학교 · 
대저중학교 · 
대천리중학교 · 
대천중학교 · 
대청중학교 · 
덕명여자중학교 · 
덕문중학교 · 
덕원중학교 · 
덕천중학교 · 
덕포여자중학교 · 
동래여자중학교 · 
동래중학교 · 
동백중학교 · 
동수영중학교 · 
동신중학교 · 
동아중학교 · 
동양중학교 · 
동의중학교 · 
동주여자중학교 · 
동주중학교 · 
동평여자중학교 · 
동평중학교 · 
동항중학교 · 
동해중학교 · 
동현중학교 · 
두송중학교

## 마
만덕중학교 · 
망미중학교 · 
명지중학교 · 
명진중학교 · 
명호중학교 · 
모동중학교 · 
모라중학교 · 
모전중학교 · 
문현여자중학교

## 바
반송여자중학교 · 
반송중학교 · 
반안중학교 · 
반여중학교 · 
백양중학교 · 
부곡여자중학교 · 
부곡중학교 · 
부산개성중학교 · 
부산국제중학교 · 
부산남중학교 · 
부산내성중학교 · 
부산대신중학교 · 
부산동여자중학교 · 
부산동중학교 · 
부산서중학교 · 
부산수영중학교 · 
부산여자중학교 · 
부산영선중학교 · 
부산예술중학교 · 
부산중앙여자중학교 · 
부산중앙중학교 · 
부산중학교 · 
부산진여자중학교 · 
부산진중학교 · 
부산체육중학교 · 
부흥중학교 · 
분포중학교 · 
브니엘예술중학교

## 사
사직여자중학교 · 
사직중학교 · 
사하중학교 · 
삼성중학교 · 
상당중학교 · 
서면중학교 · 
석포여자중학교 · 
선화여자중학교 · 
성동중학교 · 
센텀중학교 · 
송도중학교 · 
신곡중학교 · 
신덕중학교 · 
신도중학교 · 
신라중학교 · 
신선중학교 · 
신정중학교 · 
신호중학교

## 아
안락중학교 · 
양덕여자중학교 · 
양동여자중학교 · 
양운중학교 · 
엄궁중학교 · 
여명중학교 · 
연산중학교 · 
연일중학교 · 
연제중학교 · 
연천중학교 · 
영남중학교 · 
영도제일중학교 · 
오륙도중학교 · 
오션중학교 · 
온천중학교 · 
용문중학교 · 
용수중학교 · 
용호중학교 · 
유락여자중학교 · 
이사벨중학교 · 
인지중학교 · 
일광중학교

## 자
장림여자중학교 · 
장산중학교 · 
장안중학교 · 
장전중학교 · 
장평중학교 · 
재송여자중학교 · 
재송중학교 · 
정관중학교 · 
주감중학교 · 
주례여자중학교 · 
주례중학교 · 
지사중학교

## 차
초연중학교 · 
초읍중학교 · 
초장중학교 · 
충렬중학교

## 타
태종대중학교 · 
토현중학교

## 하
하남중학교 · 
하단중학교 · 
학산여자중학교 · 
학장중학교 · 
한바다중학교 · 
항도중학교 · 
해강중학교 · 
해동중학교 · 
해연중학교 · 
해운대여자중학교 · 
해운대중학교 · 
혜화여자중학교 · 
화명중학교 · 
화신중학교